# Volley-ball masculin aux Jeux du Pacifique
Le volley-ball masculin est apparu en 1963 lors de la 1re édition des Jeux du Pacifique.

## Palmarès
| 1963 Détails | Suva             | Tahiti             | Samoa américaines  | Fidji                     | Samoa              |
| 1966 Détails | Nouméa           | Tahiti             | Nouvelle-Calédonie | Wallis-et-Futuna          | Guam               |
| 1969 Détails | Port Moresby     | Nouvelle-Calédonie | Wallis-et-Futuna   | Tahiti                    |                    |
| 1971 Détails | Papeete          | Nouvelle-Calédonie | Tahiti             | Samoa américaines         | Wallis-et-Futuna   |
| 1975 Détails | Tumon            | Nouvelle-Calédonie | Tahiti             | Samoa américaines         |                    |
| 1979 Détails | Suva             |                    |                    | Tahiti                    |                    |
| 1983 Détails | Apia             | Samoa américaines  | Nouvelle-Calédonie | Tahiti                    |                    |
| 1987 Détails | Nouméa           | Nouvelle-Calédonie | Samoa américaines  | Tahiti                    |                    |
| 1991 Détails | Port Moresby/Lae | Samoa              | Samoa américaines  | Tahiti                    |                    |
| 1995 Détails | Papeete          | Tahiti             | Nouvelle-Calédonie | Fidji                     |                    |
| 1999 Détails | Hagåtña          | Tahiti             | Fidji              | Nouvelle-Calédonie        |                    |
| 2003 Détails | Suva             | Tahiti             | Nouvelle-Calédonie | Wallis-et-Futuna          | Fidji              |
| 2007 Détails | Apia             | Wallis-et-Futuna   | Tahiti             | Nouvelle-Calédonie        | Samoa              |
| 2011 Détails | Nouméa           | Wallis-et-Futuna   | Tahiti             | Papouasie-Nouvelle-Guinée | Nouvelle-Calédonie |

## Tableau des médailles
| Rang | Pays                      | Médaille d'or, Océanie | Médaille d'argent, Océanie | Médaille de bronze, Océanie | Total |
| 1    | Tahiti                    | 5                      | 4                          | 5                           | 14    |
| 2    | Nouvelle-Calédonie        | 4                      | 4                          | 2                           | 10    |
| 3    | Wallis-et-Futuna          | 2                      | 1                          | 2                           | 5     |
| 4    | Samoa américaines         | 1                      | 3                          | 2                           | 6     |
| 5    | Samoa                     | 1                      | 0                          | 0                           | 1     |
| 6    | Fidji                     | 0                      | 1                          | 2                           | 3     |
| 7    | Papouasie-Nouvelle-Guinée | 0                      | 0                          | 1                           | 1     |